# Campanula euboica
Campanula euboica är en klockväxtart som beskrevs av Demetrius Phitos. Campanula euboica ingår i släktet blåklockor, och familjen klockväxter. Inga underarter finns listade i Catalogue of Life.